# Treubiales
Ordre
Classification phylogénétique
Les Treubiales sont un ordre d'hépatiques ne comprenant qu'une seule famille, les Treubiaceae qui elles-mêmes possèdent que deux genres : 
- Apotreubia avec 4 espèces[2],
- Treubia avec 7 espèces.